# Rho2 Eridani
Rho2 Eridani (ρ2 Eridani, förkortat Rho2 Eri, ρ2 Eri)  som är stjärnans Bayerbeteckning, är en stjärna belägen i den nordvästra delen av stjärnbilden Eridanus. Den har en skenbar magnitud på 5,32, är svagt synlig för blotta ögat där ljusföroreningar ej förekommer och bildar en asterism med stjärnorna Rho1 och Rho3 Eridani, söder om Cetus.  Baserat på parallaxmätning inom Hipparcosuppdraget på ca 12,3 mas, beräknas den befinna sig på ett avstånd på ca 260 ljusår (ca 81 parsek) från solen. 

## Egenskaper
Rho2 Eridani är en orange till röd jättestjärna av spektralklass K0 III och är en röd klumpjätte på den horisontella delen av Hertzsprung-Russell-diagrammet, vilket indikerar att den nu genererar energi genom fusion av helium i dess kärna. Den har en massa som är ca 2,5 gånger större än solens massa, en radie som är ca 9 gånger större än solens och utsänder från dess fotosfär ca 46 gånger mera energi än solen vid en effektiv temperatur på ca 4 860 K.
Det finns en följeslagare av magnitud 9,7 separerad med 1,8 bågsekunder, som sannolikt bildar en dubbelstjärna med Rho2 Eridani. Minst en av stjärnorna verkar vara en källa till röntgenstrålning med ett strålningsflöde på 3,65 × 10-15 W/m2.